# Кубок Східного Тимору з футболу 2017
Кубок Східного Тимору з футболу 2017 — 5-й розіграш кубкового футбольного турніру у Східному Тиморі. Титул володаря кубка вперше здобув Атлетіку (Ультрамар).

## Календар
| Раунд        | Дата                        | Матчі | Клуби   |
| ------------ | --------------------------- | ----- | ------- |
| Перший раунд | 29 вересня - 10 жовтня 2017 | 10    | 20 → 10 |
| Другий раунд | 11-15 жовтня 2017           | 5     | 10 → 5  |
| Третій раунд | 17 жовтня 2017              | 1     | 5 → 4   |
| 1/2 фіналу   | 21-22 жовтня 2017           | 2     | 4 → 2   |
| Фінал        | 28 жовтня 2017              | 1     | 2 → 1   |

## Перший раунд
| Команда 1                | Рахунок      | Команда 2            |
| ------------------------ | ------------ | -------------------- |
| 29 вересня 2017          |              |                      |
| Понта Лешті              | 8:3          | Порту Тайбессі       |
| 30 вересня 2017          |              |                      |
| Ассалам (2)              | 1:3          | Спортінг (Тимор) (2) |
| 1 жовтня 2017            |              |                      |
| Какушан                  | 11:2         | Бенфіка Ділі (2)     |
| 3 жовтня 2017            |              |                      |
| Атлетіку (Ультрамар) (2) | 3:1          | Каблакі (2)          |
| 4 жовтня 2017            |              |                      |
| Бенфіка Лаулара          | 1:0          | Каркету              |
| 5 жовтня 2017            |              |                      |
| Айтана (2)               | 1:3          | Нагарджу (2)         |
| 6 жовтня 2017            |              |                      |
| ДІТ (2)                  | 2:2 пен. 3:1 | Кафе (2)             |
| 7 жовтня 2017            |              |                      |
| Ліка-Ліка (2)            | 2:3          | Санта-Круз (2)       |
| 8 жовтня 2017            |              |                      |
| Карсі                    | 6:1          | Академіка            |
| 10 жовтня 2017           |              |                      |
| ЯМКА (2)                 | 0:1          | Зебра                |

## Другий раунд
| Команда 1       | Рахунок | Команда 2                |
| --------------- | ------- | ------------------------ |
| 11 жовтня 2017  |         |                          |
| Понта Лешті     | 1:0     | Спортінг (Тимор) (2)     |
| 12 жовтня 2017  |         |                          |
| Какушан         | 2:5     | Атлетіку (Ультрамар) (2) |
| 13 жовтня 2017  |         |                          |
| Бенфіка Лаулара | 1:0     | Нагарджу (2)             |
| 14 жовтня 2017  |         |                          |
| ДІТ (2)         | 3:0     | Санта-Круз (2)           |
| 15 жовтня 2017  |         |                          |
| Карсі           | 5:2     | Зебра                    |

## Третій раунд
| Команда 1      | Рахунок      | Команда 2                |
| -------------- | ------------ | ------------------------ |
| 17 жовтня 2017 |              |                          |
| Понта Лешті    | 2:2 пен. 0:3 | Атлетіку (Ультрамар) (2) |

## 1/2 фіналу
| Команда 1                | Рахунок | Команда 2       |
| ------------------------ | ------- | --------------- |
| 21 жовтня 2017           |         |                 |
| ДІТ (2)                  | 1:3     | Карсі           |
| 22 жовтня 2017           |         |                 |
| Атлетіку (Ультрамар) (2) | 1:0     | Бенфіка Лаулара |

## Фінал
| 28 жовтня 2017 |

| Карсі                            | 4:7      | Атлетіку (Ультрамар) (2)                                       |
| -------------------------------- | -------- | -------------------------------------------------------------- |
| Савіу 14', 41', 44' да Сілва 81' | Протокол | Ферейра 10', 33', 85' Тражану 30' Соаріш 55' Кріштіан 79', 84' |

| Кампу Демокрашія, Ділі Глядачів: 0 Арбітр: Жуаніку Гама |